# Мархлевский, Юлиан Юзефович
Юлиа́н-Бальтаза́р Юзефович Мархле́вский (пол. Julian Baltazar Marchlewski, псевдонимы — Карский, Куявский; 17 мая 1866, Влоцлавек — 22 марта 1925, Нерви, под Генуей) — польский политик, коммунист.

## Биография
Мархлевский сознательно выбрал жизненный путь революционера, борца за права рабочих, несмотря на то, что родился в помещичьей, хотя и обедневшей, семье. Его мать Августа Рюкерсфельдт (нем. Rückersfeldt) (1836—1918) была немкой и говорила с детьми преимущественно по-немецки (помимо Юлиана в семье было еще три сына и три дочери), а отец Юзеф Мархлевский (1830—1907) был поляком и общался дома как по-польски, так и по-немецки.
Работал на красильных фабриках в Варшаве, а затем в Германии. В 1889 участвовал в организации Союза польских рабочих. В 1891 арестован и выслан за границу. Соратник Розы Люксембург и Яна Тышки, один из основателей в 1893 Социал-демократии Королевства Польского, с 1902 член её Главного правления. Редактировал газеты Красное знамя (пол. Czerwony Sztandar), Социалистический обзор (пол. Przegląd Socjalistyczny) и Рабочее дело (пол. Sprawa Robotnicza).
В 1896 году окончил Цюрихский университет. Со студенческих лет дружил с А. Л. Гельфандом. С 1902 года работал совместно с Гельфандом в созданном последним мюнхенском Издательстве славянской и северной литературы. В октябре 1905 года Гельфанд, оставив дела в Германии Мархлевскому, уехал в Санкт-Петербург. Издательство, финансовое положение которого к тому времени оставляло желать лучшего, вскоре обанкротилось, что стало причиной размолвки Мархлевского с Гельфандом.
Участник революции 1905 года. Снабжал оружием боевые организации СДКПиЛ. В 1907 делегат 5-го (Лондонского) съезда РСДРП, избран кандидатом в члены ЦК РСДРП. Делегат 3, 5—9-го конгрессов Второго Интернационала.
Начало Первой мировой войны Мархлевский встретил в Берлине, где вместе с Р. Люксембург и К. Либкнехтом включился в формирование Союза Спартака. За антивоенную и антиправительственную деятельность 22 мая 1916 года он был заключен германскими властями в концлагерь, где и встретил известие о событиях февраля и октября 1917 года. Выйти на свободу он смог только после подписания Брестского мира. 22 мая 1918 г. его обменяли на пленного немецкого генерала, после чего он вместе с семьей приехал в Советскую Россию и семь лет, вплоть до своей смерти, прожил в Москве.
Участвовал в организации Коминтерна и МОПРа. В сентябре-октябре 1919 от имени советского правительства вёл переговоры с представителями Пилсудского о приостановке военных действий между Красной Армией и поляками, которая позволила Красной Армии разбить Вооружённые силы Юга России Деникина.
Мархлевский — автор многих исторических сочинений. Он владел несколькими языками и был блестящим знатоком литературы и искусства стран Европы. Он являлся также автором многочисленных искусствоведческих статей, переведенных на многие языки. По праву считается одним из ведущих представителей марксистско-ленинской эстетики и социологии искусства. Его статьи всегда отличались энциклопедическими знаниями и широчайшим охватом рассматриваемого вопроса.

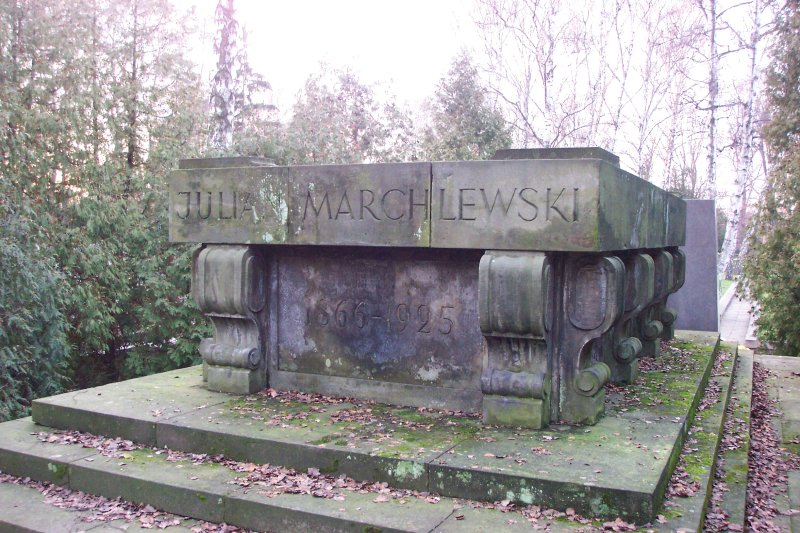
Могила Мархлевского на кладбище Воинское Повонзки в Варшаве

В 1920 возглавил Временный революционный комитет Польши в Белостоке.
С 1922 года — ректор Коммунистического университета национальных меньшинств Запада, председатель ЦК Международной организации помощи борцам революции (МОПР), созданной по его инициативе.
Умер 22 марта 1925 года во время отдыха в Италии. Тело было кремировано, а урна с прахом была захоронена 5 апреля 1925 года на кладбище Фридрихсфельде в Берлине рядом с могилами Розы Люксембург и Карла Либкнехта. В 1950 году останки перевезены в Польшу и похоронены на варшавском кладбище Воинское Повонзки.

## Память
Именем Мархлевского были названы:
- Мархлевский польский национальный район (Украина)
- населенные пунктыМархлевскв Беларуси и Украине
- Мархлевскиштрассе - улица в Берлине
- Улица в Бернау/Бранденбург (Германия)
- Улица в Лейпциге (Германия)
- Улица в Фюрстенвальде/Шпре (Германия)
- Улица в Шведте (Германия)
- Улица в Москве (ныне Милютинский переулок)
- Улица в Иванове
- Улица в г. Калинковичи (Гомельская область, Беларусь)
- Улица в Варшаве (переименована в улицу Иоанна Павла II)
- Коммунистический университет национальных меньшинств Запада (КУНМЗ)
- Партийная школа при ЦК ПОРП
- Приёмообрабатывающая плавбаза (списана в 1996 году)[7]
- 15 марта 1930 года (1944 — 09.06.1950) жителями деревни Поляи был создан колхоз (сельскохозяйственная артель Рудницкого сельского Совета, Витебского района, Витебской области, БССР), имени Юлиана Мархлевского.
- Улица Мархлевского в Одессе

## Сочинения
- Война и мир между буржуазной Польшей и советской Россией. — [М.]: Госиздат, 1921.
- Сочинения. — М.; Л.: Соцэкгиз, 1931. Т. 6: Очерки истории Польши
- Мархлевский Ю. Ю. Очерки истории Польши. — Москва: Издательство Юрайт, 2021. — 244 с. — (Антология мысли). — ISBN 978-5-534-11237-5.